# Лучний Міст
Лучний Міст (біл. вёска Лучны Мост) — село в складі Березинського району Мінської області, Білорусь. Село підпорядковане Селібській сільській раді, розташоване в східній частині області.